# Aloha Heja He
Aloha Heja He，音阿羅哈嘿呀嘿。是德國音樂家阿希姆·萊切爾於1991年發表的歌曲，在德語圈成為當年的夏季熱歌。這首歌有宏大歡快的旋律，被多次翻唱，是萊切爾最著名的作品。

## 歷史

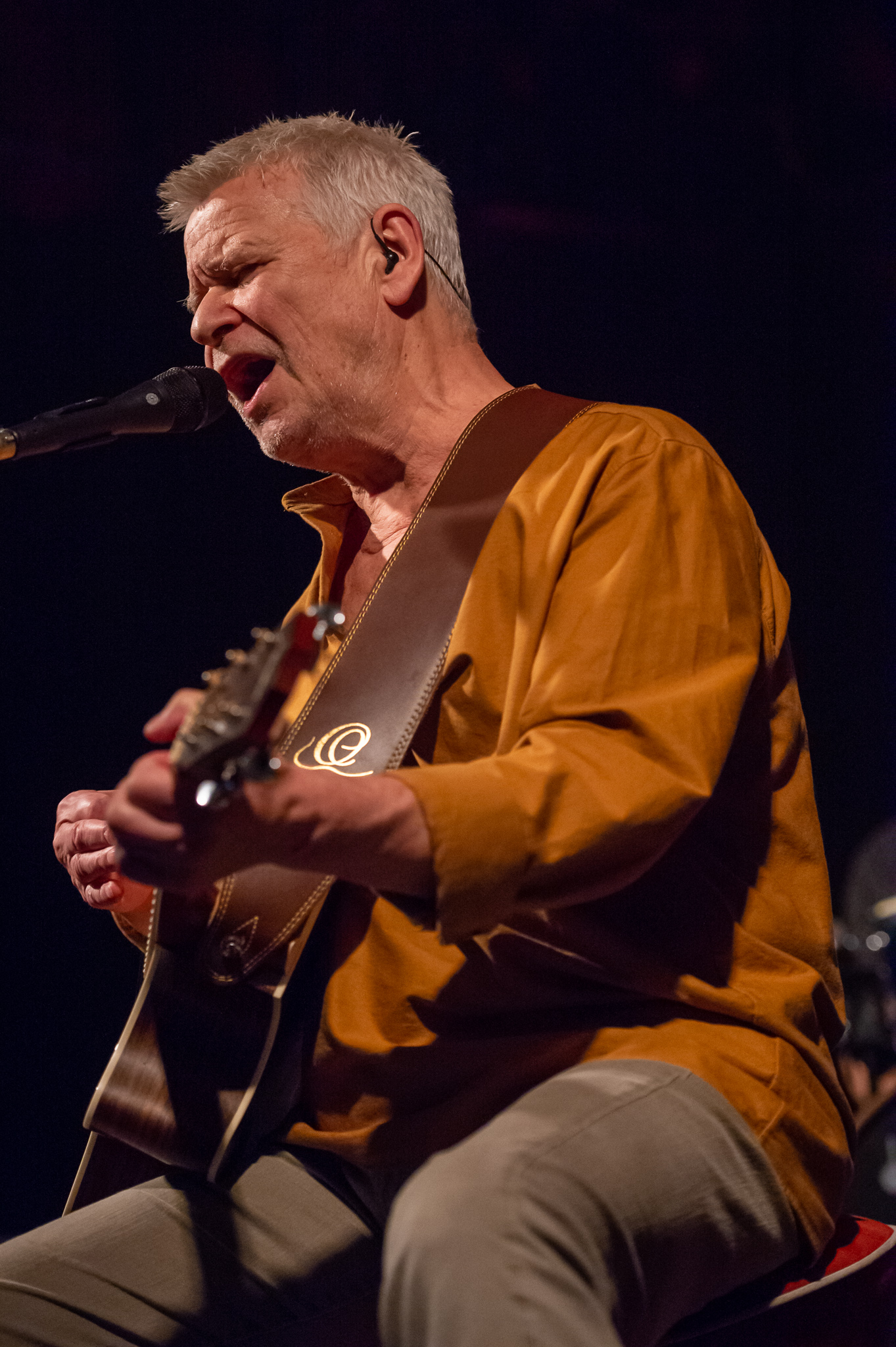
阿希姆·賴歇爾，2019年

### 創作背景
阿希姆·萊切爾早在1970年代中期就已譜寫了這首歌的旋律。當時他與Frank Dostal共同經營一家音樂出版社和製作公司，期間他們以虛構樂隊名義錄製了一些歌曲並向唱片公司推廣。
1990年代初，賴歇爾偶然發現一盤錄有該和弦進行的磁帶，遂為其填詞。歌曲速度為每分鐘110拍，調性為G大調。
歌曲在漢堡Gaga錄音室錄製時，負責吉他與主唱的賴歇爾得到以下音樂人協助：Peter Werner（鍵盤）、Udo Dahmen（鼓）、Benjamin Hüllenkremer（貝斯）、Peter Franken（打擊樂）以及24人組成的合唱團。混音工作於柏林Audio Studios完成。

### 歌詞內容
出身航海世家的賴歇爾以水手視角敘述「約1910年」已見識「從新加坡到阿伯丁」的世界，最愛當屬桑給巴爾。經歷十週航程（期間「只擦洗甲板，…詛咒世界，向海浪吐口水，吞下鹹澀海水」），船隻抵達目的地時遇「千艘小船」迎面而來：
小船載著男男女女
身軀在陽光下閃耀
他們唱著歌
旋律似曾相識
卻從未如此感動
噢，從未如此感動
隨後重複副歌「Aloha heja he」（含夏威夷問候語Aloha）。人們將小船「並排繫牢」，向大船拋來花環，「派對即刻開始」。
歌詞「我見過天堂」（Ich hab’ das Paradies gesehen）成為賴歇爾2020年自傳書名。

### 發行歷程
1991年6月14日，歌曲收錄於專輯《憂鬱與風暴潮》發行。同年作為單曲發售（B面曲為《風暴潮》）。但初期反響平淡，唱片公司失去信心，電台也鮮少播放這首風格特殊的作品。這首涉及狂暴濫交的航海敘事曲看似離經叛道：
舵手爬满陰蝨
會計員淋病侵體
除此一切良好

### 走紅
北德廣播邀請賴歇爾在施泰因胡德湖音樂節演出時，他要求電台同步播放此曲。演出當日觀眾反應熱烈，賴歇爾回憶：
「人們不停跟唱，我們無法繼續節目。自己的歌竟讓人起雞皮疙瘩。返程時（天氣晴好），坐在花園燒烤的人們彷彿都在播這首歌。」
歌曲成為1991年夏季熱門歌曲之一，並創下賴歇爾個人單曲最高排名。 1991/92年間，單曲在德國榜停留27周，最高位列第5名。1991年躋身年度單曲榜第33位。 專輯《憂鬱與風暴潮》於1993年獲頒金唱片認證。 除Maxi版本外，賴歇爾還推出《南太平洋混音版》、《風暴潮混音版》及《天堂混音版》。
「乾划船」（Trockenrudern）是節慶活動中的互動形式：參與者隨音樂坐地模仿划船動作（常伴「前—後」口令），副歌時改為高舉雙臂同步揮手。 該曲常被用作懷舊派對壓軸曲目。

### 部分翻唱版本
- Oli.P 2022年歌曲《Hey Freiheit》採樣本曲副歌。
- 德國DJ組合HBz的《Bounce Remix》在YouTube累計超1200萬次播放。
- Fischer & Fritz 2018年推出Dance-Pop改編版。
- 組合LilisPark 2016年發表詮釋版。
- HK Krüger 2013年於ZDF電視花園演出班卓琴伴奏版。
- 瑞士DJ Mr. Da-Nos 2013年Techno混音版。
- 荷蘭團體Dikdakkers 2012年荷語翻唱版。
- Die Zipfelbuben 2011年Schlager風格版。
- Lost Boyz Army 2010年Punk改編版。
- Michel Bodifee 2010年荷語版《He Halloa Heja》。
- Mike Mucke約2010年Dance翻唱版。
- 「Markus Becker Feat. Jürgen Drews」2006年融合Ska的派對版

### 在華翻紅
2021年10月，抖音用戶「張同學」發布以中國東北農村冬日生活為主題的短視頻，使用該歌曲作爲背景音樂。兩個月內，該帳號視頻獲數億次播放，甚至吸引中國中央電視台專訪。 其他中國用戶也紛紛採用此曲製作短視頻。
大量觀眾透過Shazam識別背景音樂，使歌曲在2021年12月登上該應用熱搜榜首位數週。 這波無商業推廣的熱潮催生兩首進入中國百大榜單的翻唱版。

### 評價和爭議
《明鏡周刊》1998年稱此曲為「合唱型水手歌」，《柏林日報》2021年指此評「輕蔑」。
2023年賴歇爾透露，漢諾威北德廣播公司至今仍常收到點播此曲的請求，但亦有聽眾投訴歌詞「不雅」：「這是航海術語。」
《The Beijinger》評論員Ole Engelhardt 2022年認為：「對中國觀眾而言，『Aloha Heja He』不過是神秘難懂的德語嘟噥。」

## 外部連結
- Aloha Heja He 歌詞 In: lyrics.com
- YouTube上的 (WDR，Rockpalast 1994年1月28日)
- Achim Reichel: 《Aloha Heja He》20週年：一首歌的童話 2011年.